# Senecio pyrenaicus
Senecio pyrenaicus, comummente conhecida como erva-loira, é uma espécie de planta com flor pertencente à família das Asteráceas e ao tipo fisionómico dos caméfitos.

## Etimologia
Do que toca ao nome científico:
- No que toca ao nome genérico, Senecio, apesar de ser um nome latino, a origem remonta ao período helénico.[3] Com efeito, Pedânio Dioscórides[3] referiu que o nome grego deste género de plantas era Erigeron (ἠριγέρων)[4], que resulta da aglutinação dos étimos ἦρι[5], que significa «madrugada» e γέρων[6], que significa «velho». Este nome grego terá sido traduzido para latim sob o nome Sĕnĕcĭo[7], que significa simplesmente «homem velho; velhote».[8] Tal designação surge por alusão ao envelhecimento das folhas daplantas deste género, que lembram o encanecimento dos cabelos nos homens de idade.[8][3]
- No que toca ao epíteto específico, pyrenaicus, significa «que é dos Pirenéus».[9]

## Distribuição
Encontra-se presente em grande parte dos sistemas montanhosos do Norte da Península Ibérica.

### Portugal
Trata-se de uma espécie presente no território português, nomeadamente os seguintes táxones infraespecíficos:
- Senecio pyrenaicus subsp. caespitosus - presente em Portugal Continental, na zona da Serra da Estrela.[11][12] Em termos de naturalidade é endémica da região atrás referida.[13] Encontra-se protegida por legislação portuguesa ou da Comunidade Europeia, nomeadamente pelo Anexo IV da Directiva Habitats.[13]

### Ecologia
Medra em relvados silvestres de montanha, privilegiando os espaços pedregosos.

## Taxonomia
A autoridade científica da espécie é L. ex Loefl., tendo sido publicada em Iter Hispan. 61, 304. 1758.

### Sinonímia
- Senecio tournefortii Lap.
- Senecio auricomus Link ex DC.
- Senecio caespitosus Brot.
- Senecio hervaloira Link ex Nym.[2]